# Rico Badenschier

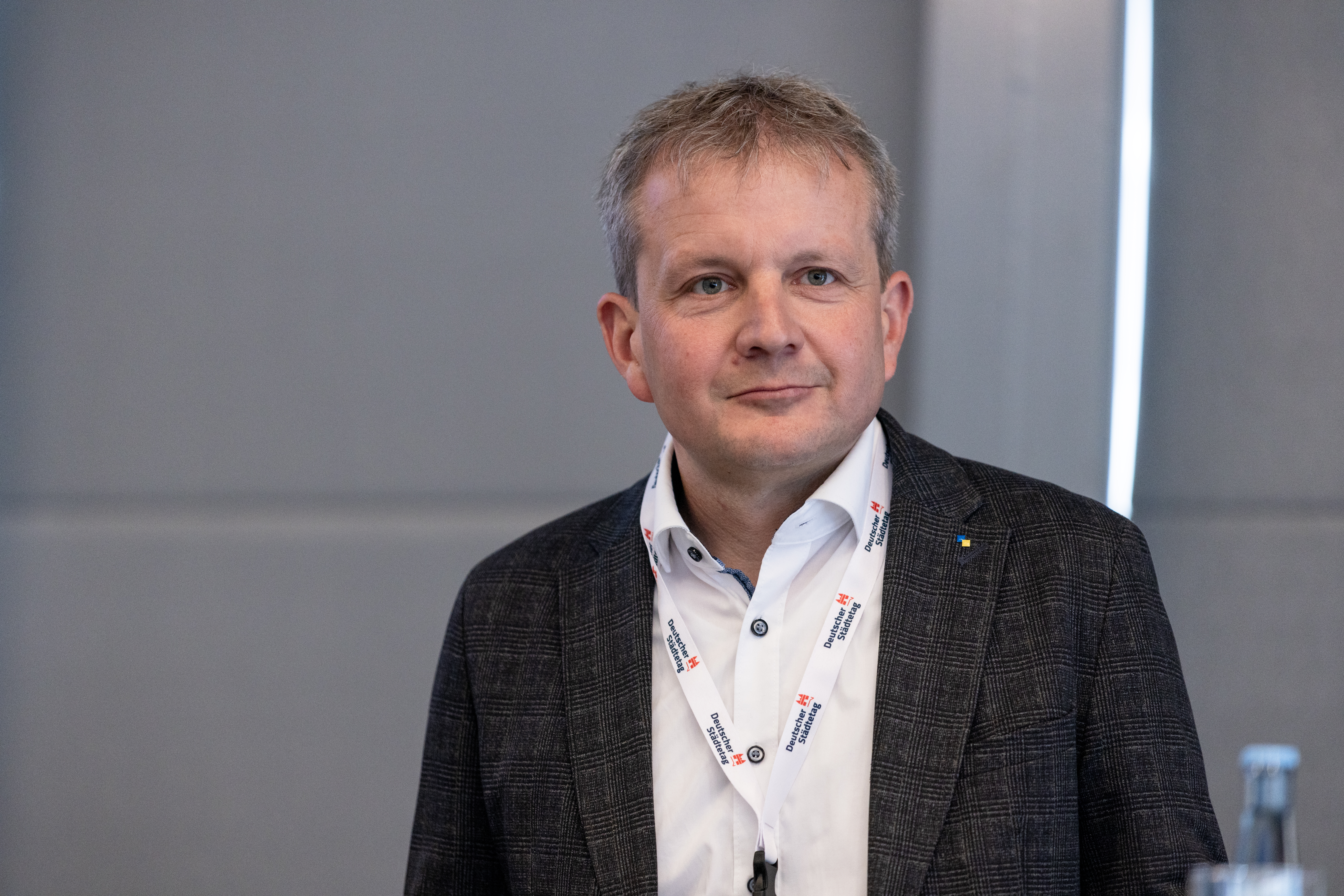
Rico Badenschier, Mai 2025

Rico Badenschier (* 18. Juli 1978 in Karl-Marx-Stadt) ist ein deutscher Arzt und Politiker (SPD). Er ist seit dem 1. November 2016 Oberbürgermeister der Stadt Schwerin.

## Leben
Badenschier legte 1997 sein Abitur am Johannes-Kepler-Gymnasium in Chemnitz ab. Nach seinem Zivildienst in einem der dort ansässigen Krankenhäuser studierte er von 1999 bis 2002 an der Philipps-Universität Marburg und von 2002 bis 2005 an der Christian-Albrechts-Universität in Kiel Humanmedizin. Zusätzlich war er in Marburg für drei Semester im Studiengang Friedens- und Konfliktforschung eingeschrieben, erlangte darin aber keinen Abschluss. Sein Staatsexamen legte er im April 2005 ab. Während des Studiums in Marburg wohnte er von 1999 bis 2001 im Collegium Philippinum der Hessischen Stipendiatenanstalt  und war dort Tutor. Weiterhin engagierte er sich von 2001 bis 2002 hochschulpolitisch als Mitglied des 37. Studierendenparlamentes.
Nach einem Staatsexamen arbeitete Badenschier von 2005 bis 2006 in der Radiologie der Christian-Albrechts-Universität in Kiel. Von 2006 bis 2007 war er im Klinikum Itzehoe (Neurologie) tätig. Seit 2008 ist Badenschier in Schwerin bei den Helios Kliniken Schwerin (Radiologie und Neuroradiologie) beschäftigt. Zuletzt als Oberarzt in der Neuroradiologie. Dem Betriebsrat gehörte er von 2010 bis 2014 an. Mit der Übernahme des Amtes des Schweriner Oberbürgermeisters endete seine berufliche Tätigkeit in den Helios Kliniken.

## Politik
Badenschier ist seit 2009 Mitglied der SPD. In den Landesvorstand der Arbeitsgemeinschaft der Sozialdemokraten im Gesundheitswesen wurde er 2011 gewählt. Von der Kommunalwahl 2014 bis November 2016 gehörte er der Schweriner Stadtvertretung als Mitglied  der SPD-Fraktion an und war deren Bau-, Verkehrs- und Ordnungspolitischer Sprecher. Darüber hinaus war er Mitglied im Aufsichtsrat der Nahverkehr Schwerin GmbH.
Im Juli 2015 wurde Badenschier von der SPD als Kandidat für die Oberbürgermeisterwahl 2016 aufgestellt. Im ersten Wahlgang am 4. September 2016 erreichte er mit 18,9 % die Stichwahl, die er mit 60,1 % gegen die Amtsinhaberin Angelika Gramkow (Die Linke) gewann. Die Amtszeit des Oberbürgermeisters begann am 1. November 2016.
Auf ihrer Mitgliederversammlung am 2. September 2022 nominierte die Schweriner SPD Badenschier für eine zweite Amtszeit. Er trat damit zur Oberbürgermeisterwahl am 4. Juni 2023 erneut an und erhielt mit 42,0 % die meisten Stimmen vor dem zweitplatzierten AfD-Kandidaten Leif-Erik Holm (27,4 %). Am 18. Juni 2023 gewann er die Stichwahl gegen Holm mit 67,8 %.

## Film
Robert Härtel drehte 2016 den 30-minütigen Dokumentarfilm Rico, ich und die Sache mit der Bürgermeisterwahl für die Reihe Panorama – die Reporter des NDR.